# Libere disobbedienti innamorate
Libere disobbedienti innamorate (in arabo بَر بَحَر‎?, Bar Bahar; in ebraico לא פה, לא שם‎?, titolo internazionale In Between) è un film del 2016 diretto da Maysaloun Hamoud.
Ambientato a Tel Aviv, il film racconta la storia di tre donne arabe palestinesi che condividono un appartamento.

## Trama
Layla e Salma sono due giovani coinquiline arabe palestinesi che vivono a Tel Aviv. Accomunate da uno stile di vita molto libertino, condiviso con il loro gruppo di amici, anch'essi tutti arabi palestinesi, la loro vita rimane comunque ancorata alle tradizioni. Salma, originaria di Tarshiha, nasconde alla sua famiglia cristiana la propria omosessualità e declina ogni proposta di fidanzamento. Layla, avvocatessa originaria di Nazareth, si scontra con il fidanzato Ziad, che pur professandosi liberale vorrebbe che la fidanzata cambiasse stile di vita per poter essere accettata dalla famiglia. Alle due ragazze si unisce Nuur, studentessa originaria di Umm al-Fahm e che al contrario delle prime due è molto religiosa e rispettosa delle tradizioni islamiche. Il fidanzato di Nuur, Wissam, anch'egli molto religioso, non approva la convivenza di Nuur con le due ragazze e adotta nei suoi confronti un approccio sempre più abusivo, giungendo infine a stuprarla. Nuur trova quindi supporto dalle coinquiline, le quali attraverso uno stratagemma riescono a inchiodare Wissam, che viene costretto a rinunciare al fidanzamento, umiliandosi davanti al suocero. Intanto l'omosessualità di Salma viene casualmente scoperta dai genitori, i quali annunciano che non hanno alcuna intenzione di accettarla. Salma decide quindi di partire per Berlino, mentre Layla lascia Ziad.

## Distribuzione
Il film è stato presentato in concorso al Toronto International Film Festival l'11 settembre 2016. È stato distribuito in Israele dal 5 gennaio 2017 e - in Italia - dal 6 aprile 2017, da Tucker Film.

## Accoglienza
In Italia, il film è stato un successo al botteghino. Alla prima settimana di proiezione, ha incassato complessivamente 70.000 euro, terminando - alla quinta settimana - a circa 450.000 euro. Inoltre, nel primo weekend, è stato il miglior risultato secondo la media schermo.

## Riconoscimenti
- 2016 - Toronto International Film Festival
  - Premio NETPAC (Maysaloun Hamoud)
- 2016 - Festival internazionale del cinema di San Sebastián
  - Premio Sebastiane al miglior film
  - TVE Otra Mirada (Maysaloun Hamoud)
  - Premio della giuria giovanile (Maysaloun Hamoud)
- 2016 - International Istanbul Film Festival
  - International Competition (Maysaloun Hamoud)
- 2016 - Haifa International Film Festival
  - Migliore opera prima (Maysaloun Hamoud)
  - Artistic Achievement in an Israeli Feature Film (Mouna Hawa, Sana Jammelieh, Shaden Kanboura)
- 2017 - Berkshire International Film Festival
  - Narrative Feature (Maysaloun Hamoud)
- 2017 - Award of the Israeli Film Academy
  - Miglior attrice non protagonista (Mouna Hawa)
  - Miglior attrice protagonista (Shaden Kanboura)[5]